# NN-282
La carretera NN‑282 es una vía departamental secundaria localizada en el municipio de Villa El Carmen, en el departamento de Managua. Su recorrido de 6.78 kilómetros conecta la comunidad de El Trapiche con la zona rural de El Salto, facilitando el acceso a tierras agrícolas y comunidades remotas. Fue inaugurada en el año 2013.

## Trazado y cruces
La siguiente tabla muestra su recorrido, localidades y principales conexiones:
| km   | Localidad            | Departamento | Conexión / Ruta |
| ---- | -------------------- | ------------ | --------------- |
| 0.0  | El Trapiche          | Managua      | NN 281          |
| 3.5  | Comunidad intermedia | Managua      |                 |
| 6.78 | El Salto             | Managua      |                 |